# Bagneaux
Bagneaux es una localidad y comuna francesa situada en la región de Borgoña, departamento de Yonne, en el distrito de Sens y cantón de Villeneuve-l'Archevêque.

## Geografía
Bagneaux está situado a 2 km al este de Villeneuve-l'Archevêque. La comuna incluye también las aldeas de Rateau y Les Marchais, que se encuentran al norte del núcleo principal, al otro lado de la autopista A5. El enlace 19 de dicha vía rápida se encuentra a 3 km de Bagneaux.

## Demografía
| 456 | 388 | 395 | 458 | 541 | 541 | 575 | 555 | 552 | 562 | 572 | 579 | 587 | 577 | 530 | 539 | 460 | 411 | 375 | 322 | 289 | 266 | 243 | 244 | 263 | 251 | 216 | 184 | 151 | 131 | 143 | 182 | 229 | 214 |
| Para los censos de 1962 a 1999 la población legal corresponde a la población sin duplicidades (Fuente: INSEE [Consultar]) |     |     |     |     |     |     |     |     |     |     |     |     |     |     |     |     |     |     |     |     |     |     |     |     |     |     |     |     |     |     |     |     |     |